# Rinat Dżumabajew
Rinat Atogalijewicz Dżumabajew, ros. Ринат Атогалиевич Джумабаев (ur. 23 lipca 1989 w Szymkencie) – kazachski szachista, arcymistrz od 2009 roku.

## Kariera szachowa
Wielokrotnie reprezentował Kazachstan na mistrzostwach świata i Azji juniorów w różnych kategoriach wiekowych. Wielokrotnie startował w finałach indywidualnych mistrzostw Kazachstanu, zdobywając m.in. dwa medale złote (2011, 2014), srebrny (2010) oraz dwa brązowe (2007, 2013).
Reprezentował Kazachstan w turniejach drużynowych, m.in.: trzykrotnie na olimpiadach szachowych (w latach 2008, 2010, 2012),  na drużynowych mistrzostwach Azji (w roku 2012) oraz  na igrzyskach azjatyckich (w roku 2010).
W 2005 r. zwyciężył w międzynarodowym kołowym turnieju, rozegranym w Mieżdurieczensku. Normy na tytuł arcymistrza wypełnił w latach 2008 (w Zwienigorodzie) i 2009 (w Moskwie i Giumri – I m.). W 2009 r. zajął III m. (za Antonem Filippowem i Farruchem Amonatowem) w turnieju strefowym (eliminacji mistrzostw świata) w Taszkencie. W 2010 r. podzielił I m. (wspólnie z Maksimem Turowem, Siarhiejem Żyhałką i Witalijem Hołodem) w memoriale Gieorgija Agzamowa w Taszkencie. W 2011 r. zajął IV m. w indywidualnych mistrzostwach Azji w Meszhedzie, zdobywając awans do rozegranego w Chanty-Mansyjsku turnieju o Puchar Świata (w I rundzie przegrał z Laurentem Fressinetem i odpadł z dalszej rywalizacji). W 2012 r. podzielił I m. (wspólnie z m.in. Dmitrijem Boczarowem i Artiomem Timofiejewem) w Tomsku oraz podzielił III m. (za Bartoszem Soćko i Ołeksandrem Areszczenko, wspólnie z m.in. Pawło Eljanowem i Borisem Graczowem) w memoriale Michaiła Czigorina w Petersburgu. W 2013 r. podzielił I m. (wspólnie z Siemionem Dwojrisem i Andrejem Żyhałką) w Pawłodarze.
Najwyższy ranking w dotychczasowej karierze osiągnął 1 lipca 2011 r., z wynikiem 2589 punktów zajmował wówczas 4. miejsce wśród kazachskich szachistów.